# David Simón Rodríguez Santana
David Simón Rodríguez Santana (Las Palmas, 16 de desembre de 1988), conegut com a David Simón, és un futbolista professional canari que juga com a lateral dret pel Lamia.

## Carrera de club
David Simón va començar a jugar com a sènior amb el local CF Unión Viera. El 2010 va fitxar per la UD Las Palmas, per jugar amb l'equip B a Tercera Divisió.
L'estiu de 2011, David Simón fou cedit a la UD Vecindario de Segona Divisió B. Va jugar-hi regularment, tot i que el club va descendir de categoria.
El juny de 2012, David Simón va renovar contracte amb els Amarillos fins al 2015, però va romandre amb l'equip B. L'agost de 2014, fou ascendit definitivament al primer equip.
El 23 d'agost de 2014, David Simón va jugar el seu primer partit com a professional com a titular en una victòria per 2–0 a casa contra la UE Llagostera en un partit de Segona Divisió. Va marcar el seu primer gol en la competició el 21 març de l'any següent, en una derrota per 2–4 a fora contra el CD Numancia.
David Simón fou titular indiscutible durant la temporada, tot jugant 41 partits i marcant dos gols, i l'equip va ascendir a La Liga després d'una absència de 13 anys. Va debutar a la competició el 22 d'agost de 2015, jugant els 90 minuts en una derrota per 0–1 a fora contra l'Atlètic de Madrid.